# Lerone
Il Lerone è un torrente della Liguria; è tributario del Mar Ligure.

## Geografia
Il torrente Lerone non va confuso con il quasi omonimo Lerrone, il principale affluente dell'Arroscia.

### Percorso

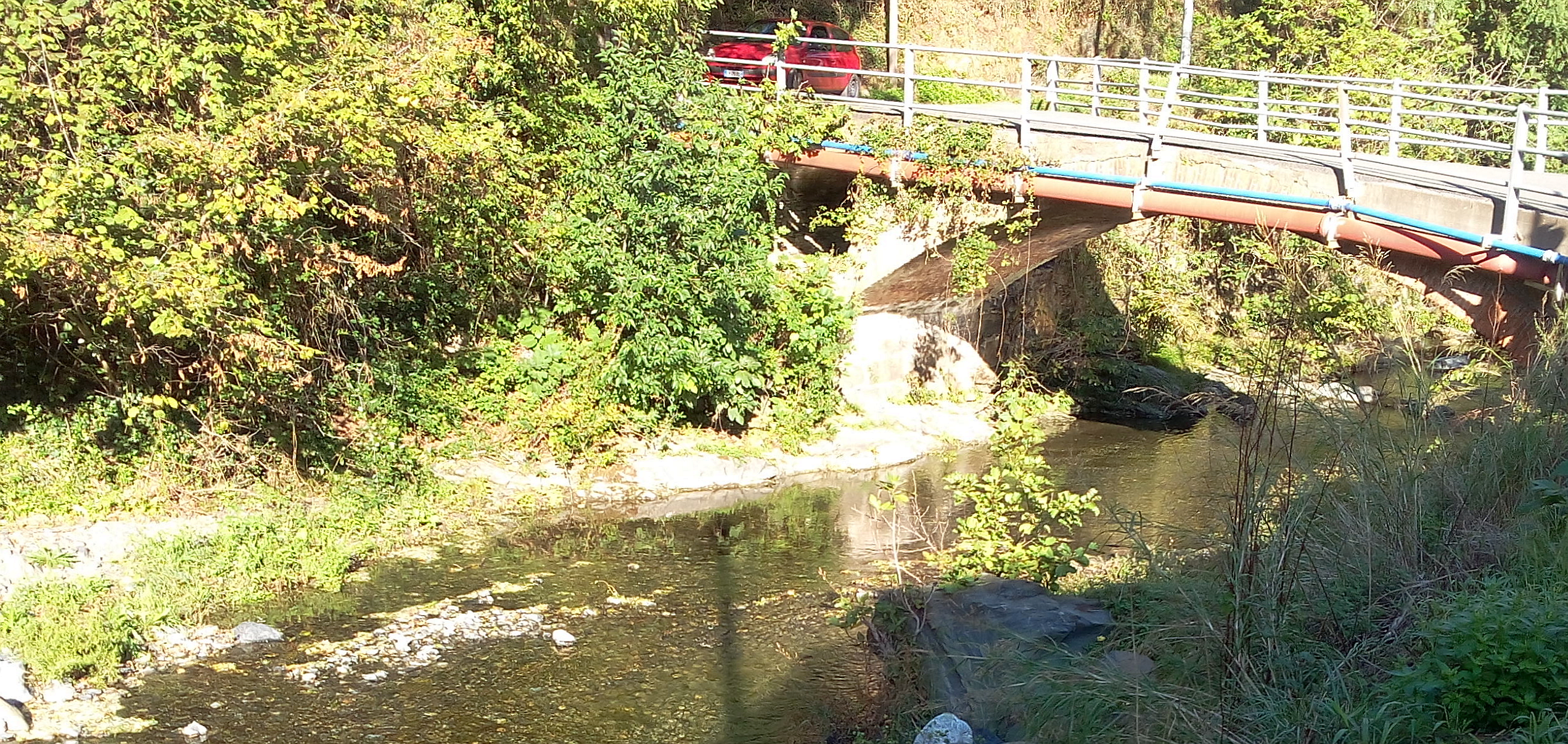
Ponte sul Lerone presso Case Soprane

Il torrente nasce a circa mille metri di quota sul lato meridionale del passo della Gava, nei pressi del monte Reixa. Si tratta della zona dove lo spartiacque tra il bacino del mar Ligure e la valle Padana si spinge più vicino al mare. Il torrente scende verso sud con pendenza piuttosto accentuata. Poco prima della foce riceve da destra il suo principale affluente, il rio Lerca, e percorre l'incisione profondamente erosa dove sorge l'ex stabilimento industriale Stoppani, in via di smantellamento ma che ancora desta preoccupazioni su possibili inquinamenti. Poco prima della foce viene scavalcato in rapida successione dall'autostrada dei Fiori, dalla Ferrovia Genova-Ventimiglia e dalla Via Aurelia, gettandosi infine nel Mar Ligure tra Cogoleto e Arenzano.

### Principali affluenti
- Sinistra idrografica:
  - rio Lisola.
- Destra idrografica:
  - rio Lerbin,
  - rio Lerca,
  - rio Loaga.

## Andamento portate medie mensili
Le portate medie mensili riportate in tabella vengono calcolate sottraendo dalla portata naturale (ovvero derivata dal deflusso mensile) il valore, ripartito per mese, di prelievi - scarichi.